# Carlo Maserati

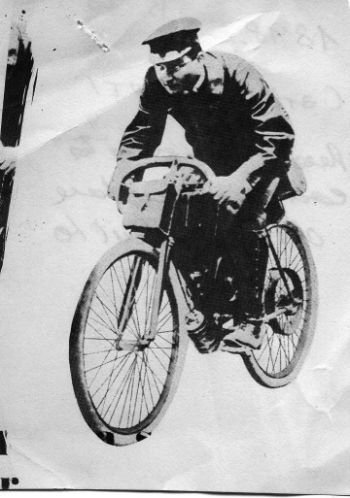
Carlo Maserati alla guida di un Bicicletto a motore.

Carlo Maserati (Voghera, 1881 – Bologna, 1910) è stato un ingegnere italiano specializzato nel settore automobilistico e ciclistico. Era il maggiore dei fratelli Maserati.

## Biografia
La sua carriera di ingegnere iniziò in una fabbrica di Affori, all'epoca comune autonomo, ora quartiere di Milano, dove sviluppò un propulsore di tipo monocilindrico per bicicletti a motore. Il propulsore era prodotto da Michele Carcano nel suo stabilimento di Anzano del Parco e utilizzava una striscia di cuoio come trasmissione.
In seguito, Carlo fu ingaggiato come pilota dei bicimotore Carcano e vinse la Brescia-Orzinuovi-Brescia nel 1899. L'anno dopo vinse il Circuito di Brescia e la Padova-Bovolenta.
La fabbrica di Carcano terminò la produzione nel 1901, quindi Carlo iniziò nello stesso anno a lavorare come collaudatore per la Fiat fino al 1903. In quell'anno passò all'Isotta Fraschini con la stessa qualifica, raggiungendo suo fratello Alfieri.
Nel 1907 iniziò a lavorare per la Bianchi nel campo delle autovetture, dove corse la Coppa Florio, giungendo nono, e partecipò alla Kaiserpreis. L'anno dopo diventò manager della Junior car company, raggiungendo suo fratello Ettore.
Carlo morì di tubercolosi nel 1910. Quattro anni dopo, i suoi fratelli fondarono la Maserati a Bologna.